# Il crepuscolo dei filosofi
Il crepuscolo dei filosofi è un saggio filosofico di Giovanni Papini del 1906.

## Storia
L'opera, apparsa presso la Società Editrice Lombarda nel 1906, è il primo libro pubblicato da Giovanni Papini.

## Contenuti
Si apre con una prefazione dell’autore e si articola in sei capitoli e una conclusione. Ciascun capitolo è dedicato a un filosofo di spicco: Immanuel Kant (1724-1804), Georg Wilhelm Friedrich Hegel (1770-1831), Arthur Schopenhauer (1788- 1860), Auguste Comte (1798-1857), Herbert Spencer (1820-1903) e Friedrich Nietzsche (1844-1900). Papini fa un processo ai maggiori rappresentanti del pensiero dell'Ottocento, “presi come uomini vivi, concreti e determinati”, per mettere alla “tortura quelle tre o quattro loro idee”, e dopo averle malmenate cerca di “gettarle via come inutili carogne”. 
L'opera si conclude con il capitolo dal titolo “Licenzio la filosofia”, in cui Papini, dopo avere stroncato uno dopo l'altro i filosofi presi in considerazione, liquida il pensiero filosofico nel suo complesso. Alla sua ansia di cambiare il mondo, di fondare il potere dell’essere umano su di esso, la filosofia non pare uno strumento efficace: «essa rappresenta, in un certo modo, lo stadio assurdo della scienza. Essa proviene dalla scienza per forza d’inerzia, per progressivo allargamento di concetti. […] Il filosofo vedendo come le leggi particolari dello scienziato fossero efficaci ha creduto che scoprendo l’unica legge l’uomo sarebbe diventato onnipotente ma non s’è accorto che quest’unica legge, appunto perché unica, non dice nulla e perciò non serve a nulla. […] La filosofia […] può rimanere come genere letterario. Le metafisiche, colle loro larghe visioni e le loro suggestioni immaginose, potranno prendere degnamente il posto dei poemi epici» (p. 162).

## Edizioni
- Firenze Edizione di Lacerba 1905 (1914 stesso editore seconda edizione riveduta)
- Giovanni Papini, Il crepuscolo dei filosofi. Kant, Hegel, Schopenhauer, Comte, Spencer, Nietzsche, GOG, 2018, ISBN 978-8885788091.